# Kremënki
Kremënki (in russo Кремёнки?) è una città della Russia europea situata nel distretto Žukovskij dell'oblast' di Kaluga.
Si trova sulla riva sinistra del fiume Protva, a 32 km dal centro amministrativo distrettuale di Žukov, al confine con l'oblast' di Mosca e in prossimità della città di Protvino.